# Generał Toszewo (gmina)
Generał Toszewo (bułg. Община Генерал Тошево)  − gmina w północno-wschodniej Bułgarii, w obwodzie Dobricz.

## Miejscowości
Miejscowości wchodzące w skład gminy Generał Toszewo:
- Aleksandyr Stambolisjki
- Bałkanci (bułg.: Балканци),
- Beżanowo (bułg.: Бежаново),
- Czernookowo (bułg.: Чернооково),
- Dybowik (bułg.: Дъбовик),
- Generał Toszewo (bułg.: Генерал Тошево) – siedziba gminy,
- Gorica (bułg.: Горица),
- Gradini (bułg.: Градини),
- Izworowo (bułg.: Изворово),
- Jowkowo (bułg.: Йовково),
- Kalina (bułg.: Калина),
- Kardam (bułg.: Кардам),
- Konare (bułg.: Конаре),
- Kraiszte (bułg.: Краище),
- Krasen (bułg.: Красен),
- Kypinowo (bułg.: Къпиново),
- Lulakowo (bułg.: Люляково),
- Łoznica (bułg.: Лозница),
- Malina (bułg.: Малина),
- Ograżden (bułg.: Огражден),
- Pczełarowo (bułg.: Пчеларово),
- Petleszkowo (bułg.: Петлешково),
- Pisarowo (bułg.: Писарово),
- Plenimir (bułg.: Пленимир),
- Preselenci (bułg.: Преселенци),
- Prisad (bułg.: Присад),
- Rawnec (bułg.: Равнец),
- Rogozina (bułg.: Рогозина),
- Rosen (bułg.: Росен),
- Rosica (bułg.: Росица),
- Sirakowo (bułg.: Сираково),
- Snjagowo (bułg.: Снягово),
- Snop (bułg.: Сноп),
- Spasowo (bułg.: Спасово),
- Sredina (bułg.: Средина),
- Syrnino (bułg.: Сърнино),
- Uzowo (bułg.: Узово),
- Wasilewo (bułg.: Василево),
- Welikowo (bułg.: Великово),
- Wiczowo (bułg.: Вичово),
- Zograf (bułg.: Зограф),
- Żiten (bułg.: Житен),